# Syneches elevatus
Syneches elevatus är en tvåvingeart som beskrevs av Mario Bezzi 1968. Syneches elevatus ingår i släktet Syneches och familjen puckeldansflugor.
Artens utbredningsområde är Kongo. Inga underarter finns listade i Catalogue of Life.